# Geierlauf
Der Geierlauf ist ein jährlich stattfindender internationaler Skilanglaufwettkampf, welcher seit 1965 in der Wattener Lizum ausgetragen wird.